# Odontosida magnificum
Odontosida magnificum ist ein Schmetterling (Nachtfalter) aus der Familie der Schwärmer (Sphingidae).

## Merkmale
Die Falter haben eine Vorderflügellänge von 21 bis 25 Millimetern. Der Körper und die Vorderflügel haben eine graue Grundfarbe. Der Thorax und die Vorderflügel sind lebhaft in verschiedenen Brauntönen gefärbt. Mittig auf der Costalader befindet sich ein dunkel grünlich-braunes Dreieck. Die Hinterflügel sind basal kräftig gelb, die beiden äußeren Flügeldrittel sind rötlichbraun und haben einen schwarzen Fleck nahe dem Tornus.
Die Raupen haben Ähnlichkeit mit denen von Batocnema africana. Sie sind tiefgrün und am Rücken blass blau gezeichnet. Ein schräger blauer Streifen verläuft vom Rücken des fünften Segments bis zur Seite des vierten. Ein weiterer schräger, blauer Streifen verläuft vom Analhorn nach unten zum neunten Körpersegment. Das bläuliche Analhorn ist aufgerichtet. Der Kopf ist dreieckig. Die Bauchbeine sind grün.

## Verbreitung und Lebensraum
Die Art ist von Südafrika bis nach Simbabwe verbreitet und bewohnt semiaride Landschaften wie Karoo und Bushveld.

## Lebensweise
Die Raupen ernähren sich von Dovyalis caffra (Salicaceae).

## Belege